# 100077 Tertzakian
100077 Tertzakian este un asteroid din centura principală de asteroizi.

## Descriere
100077 Tertzakian este un asteroid din centura principală de asteroizi. A fost descoperit pe 7 august 1992 la Observatorul Palomar de Andrew Lowe. Asteroidul prezintă o orbită caracterizată de o semiaxă mare de 2,62 ua, o excentricitate de 0,21 și o înclinație de 14,1° în raport cu ecliptica.